# 穆罕默德·科達班達
穆罕默德·科達班達（波斯語：شاه محمد خدابنده、英語：Mohammed Khodabanda；1532年—1590年代1595年或1596年）又稱穆罕默德沙或蘇丹穆罕默德（波斯語：شاه محمد خدابنده）是伊朗薩非王朝第四任沙阿。他是塔赫瑪斯普一世的兒子，母親是土庫曼人。由於科達班達的視力幾近失明，當父親在1576年逝世時，他遭到忽略，由弟弟伊斯瑪儀二世繼位。伊斯瑪儀二世逝世後，奇茲爾巴什（什葉派土庫曼武裝）軍隊派系推舉科達班達為下任沙阿。科達班達為人溫和，但意識薄弱，他在統治期間捲入了宮廷與奇茲爾巴什之間的政爭。波斯的死敵奧斯曼帝國乘機攻佔波斯領土，包括大不里士。科達班達最後被推翻，由兒子阿拔斯一世繼位。

## 宮廷鬥爭
伊斯瑪儀二世企圖殺害及弄瞎所有薩非王朝親王，包括科達班達及其四名兒子，但伊斯瑪儀二世在付諸實踐之前就遇刺身亡，由科達班達繼承其王位。雖然科達班達的視力幾近失明，但奇茲爾巴什武裝派系並沒有其他選擇，他們在1578年2月11日擁立科達班達為沙阿。
科達班達的性情較弟弟溫和，但容易受人擺佈。他的姐妹帕里汗·哈努姆聯同奇茲爾巴什刺殺了伊斯瑪儀二世後便相信可以輕易操控科達班達。她與大維齊爾（首相）米爾扎·薩爾曼不和，薩爾曼離開加茲溫，來到科達班達及其妻海爾·妮薩·貝加姆所在的設拉子向他們求援，他們返回加茲溫將哈努姆絞死。
海爾·妮薩·貝加姆控制了大局，她開始關心長子哈姆扎·米爾扎的前景（次子阿拔斯·米爾扎不受重視）。奇茲爾巴什擔憂她的權勢過大，於是要求沙阿移除她的影響力。海爾·妮薩·貝加姆不願意妥協，導致一支基齊勒巴什武裝分子在1579年7月26日闖入皇宮將她絞死。大權落在奇茲爾巴什手裡，他們要求沙阿將米爾扎·薩爾曼處死，由哈姆扎·米爾扎執掌國家，但他在1586年12月6日在情況不明的情況下被殺。

## 奧斯曼帝國入侵
波斯的宮廷不和讓外國勢力有機可乘。烏茲別克人一度入侵伊朗東北部，其後被馬什哈德總督擊退。與奧斯曼帝國的戰爭是科達班達統治時期最重要的事件。奧斯曼帝國蘇丹穆拉德三世在1578年對波斯薩非王朝發動戰爭，戰事一直延至1590年。維齊爾拉拉·穆斯塔法帕夏率先入侵格魯吉亞和希爾凡，另一支由奧斯曼帕夏（Osman Pasha）和費爾哈德帕夏（Ferhad Pasha）率領的軍隊在1585年攻陷了大不里士。科達班達派遣長子哈姆扎·米爾扎迎戰，但他在作戰期間遇害身亡，大不里士在此後20年一直受奧斯曼帝國管治。

## 結束統治
當烏茲別克人大舉入侵呼羅珊時，當地的烏茲別克奇茲爾巴什派系領袖穆爾西德·古利汗認為推翻沙阿的時機已到，扶植科達班達的兒子阿拔斯·米爾扎，當時阿拔斯·米爾扎受到穆爾西德的保護。穆爾西德和阿拔斯趕往加茲溫，阿拔斯在1587年10月成為新任沙阿。科達班達並沒有作出反抗，同意遜位。他在首都生活了一段時間後被投進阿拉穆特的監獄，但史學家伊斯坎達爾·貝格·孟希（Iskandar Beg Munshi）的記載稱他在1595年7月21日至1596年7月10日之間於加茲溫逝世。
科達班達同時是一位詩人，筆名是「法赫米」。

## 註腳
1. ↑  Blow 2009，第22頁
2. ↑  Blow 2009，第16頁
3. ↑  Jackson & Lockhart 1986，第253頁
4. 1 2  Savory 2008，第70頁
5. ↑  Savory 2008，第70-71頁
6. 1 2  Jackson & Lockhart 1986，第254頁
7. ↑  Savory 2008，第71-73頁
8. ↑  Savory 2008，第73-74頁
9. ↑  Jackson & Lockhart 1986，第257、260頁
10. ↑  Savory 2008，第74頁
11. ↑  Savory 2008，第75頁
12. ↑  Jackson & Lockhart 1986，第261-262頁